# Дзекановичі (Свентокшиське воєводство)
Дзекановичі (пол. Dziekanowice) — село в Польщі, у гміні Дзялошиці Піньчовського повіту Свентокшиського воєводства.
Населення — 233 особи (2011).
У 1975—1998 роках село належало до Келецького воєводства.

## Демографія
Демографічна структура на день 31 березня 2011 року:
|          | Загалом | Допрацездатний вік | Працездатний вік | Постпрацездатний вік |
| -------- | ------- | ------------------ | ---------------- | -------------------- |
| Чоловіки | 109     | 16                 | 75               | 18                   |
| Жінки    | 124     | 19                 | 71               | 34                   |
| Разом    | 233     | 35                 | 146              | 52                   |